# العشاء (فلم)
العشاء (بالإنجليزية: The Dinner) فيلم دراما، وجريمة، وتشويق وإثارة أمريكي للمخرج أورين موفمان عام 2017. الفيلم مقتبس من الرواية الهولندية التي تحمل نفس العنوان للكاتب هيرمان كوخ الصادرة عام 2009. إنه الفيلم الثالث للرواية بعد النسخة الأصلية للفيلم الهولندي عام 2013 Het Diner  للمخرج مينو ميجيس، والفيلم الإيطالي عام 2014 I nostri ragazzi  للمخرج "ايفانو دي ماتيو". الفيلم من بطولة ريتشارد جير، لورا ليني، ستيف كوجان، وريبيكا هول  وتدور الأحداث حول عشاء في مطعم فاخر يحضره أربعة أشخاص تتنازعها الخواطر والأطماع والخطط المختلفة، وتحضرها ذكريات كارثية تؤثر في مسيرتها في الحياة.
عرض الفيلم لأول مرة في مهرجان برلين السينمائي الدولي في 10 فبراير 2017.
عرض في مهرجان تريبيكا السينمائي في 24 أبريل 2017.
صدر الفيلم إلى دور العرض الأمريكية في 5 مايو 2017، والإماراتية في 11 مايو 2017، والمصرية في 19 يوليو 2017.
منح موقع قاعدة بيانات الأفلام على الإنترنت (IMDB) الفيلم درجة 4.5/ 10.

## طاقم التمثيل
ريتشارد جير: في دور ستان لومان (عضو الكونغرس والمرشح لمنصب الحاكم)
ستيف كوجان: في دور بول لومان (شقيق ستان ومدرس التاريخ السابق بالمدرسة الثانوية)
لورا ليني: في دور كلير لومان (زوجة بول)
ريبيكا هول: في دور كاتلين لومان (زوجة ستان)
كلوي سيفيني: في دور باربرا لومان (زوجة ستان السابقة)
تشارلي بلامر: في دور مايكل لومان (الابن الوحيد لكلير وبول)
أديبيرو أودي: في دور نينا (تعمل لدى ستان)
مايكل تشيرنوس: في دور ديلان هاينز
شيموس ديفي فيتزباتريك: في دور ريك لومان (ابن ستان وباربرا)
مايلز جي هارفي: في دور بو لومان (ابن ستان وباربرا بالتبني)
جويل بيسونيت: في دور انطونيو
لورا حاجك: في دور آنا (صديقة مايكل) 

## أحداث الفيلم
يلتقي على مأدبة العشاء مدرس التاريخ بول لوهمان (ستيف كوجان) وزوجته كلير (لورا ليني) وشقيق بول عضو الكونغرس ستان (ريتشارد جير) وزوجة كاتلين (ريبيكا هول) لعشاء تم الإعداد له في مطعم فاخر بمنطقة دوبس فيري في نيويورك، ويحتاج الفرد للحجز قبل ثلاثة أشهر ولكن ستان حصل على طاولة بين ليلة وضحاها، وهو مكان حصري ومثير جداً ويقدم فن الطعام مثل الذهاب إلى فرنسا. كان بول يرفض الذهاب للعشاء في بيت ستان، كما يرفض دعوته إلى بيته، وينزعج دائماً من شقيقه ستان، المرشح الأول لمنصب الحاكم، الذي يصطحب في العشاء بعض مساعديه وعلى رأسهم مساعدته الشخصية السمراء نينا (أديبيرو أودي).
يعرض فلاش باك حادثة تقع للابن الوحيد لكلير وبول، مايكل (تشارلي بلامر)، وهو بصحبة أبناء عمه، من الزوجة السابقة باربرا (كلوي سيفيني)، ريك ستان (شيموس ديفي فيتزباتريك) وبو ستان (مايلز جي هارفي) الابن بالتبني، عندما يتحرش مايكل بامرأة مشردة ويشعل النيران في ملابسها ويقتلها. يضحك مايكل وهو يشاهد المرأة تحترق، ويسجل الحدث على هاتفه الخلوي. يغادر بو قبل حدوث الوفاة لكنه يشهد عليها على أنها هجوم غير مبرر.
يتزايد التوتر أثناء العشاء مع ذكريات ماضي العائلة المختلة، ويحاول ستان مساندة بول في اكتئابه. تزداد حدة الجدل مع تصادمهم حول ما إذا كان ينبغي التستر على أخطاء الأبناء.
يظهر في فلاش باك آخر نوبة لكلير مع السرطان. يكتشف بول أن هناك مقطع فيديو لموت المرأة المشردة على الإنترنت قام بتحميله مايكل ويرفض حذفه، مما تسبب في شقاق بينه وبين والده الذي يصُدم عندما يكتشف أن كلير تعرف بالحادثة.
يعرض ستان وزوجته الأولى، في فلاش باك آخر، رعاية مايكل أثناء وجود كلير في المستشفى. تستمر حدة النقاش والتوتر ويقوم بول بضرب ستان على رأسه. يعلن ستان إنه يريد الانسحاب من سباق الحاكم ويعقد مؤتمر صحفي حول حادثة مايكل، وفي وقت لاحق يرافق ابنه إلى مركز الشرطة. يحتد جدال مرير بين ستان من جهة وكلير وكاتلين من جهة أخرى، مع جلوس بول بهدوء بعيدًا عن الطاولة، وتقنع كاتلين ستان بتأجيل خطته، ويبدو أن ستان مقتنعًا بتسليم مايكل وريك، بينما تناقش كلير وبول الحاجة إلى الاهتمام برعاية بو. يعترف بول أنه توقف عن تناول الأدوية منذ بضعة أشهر؛ وتعترف كلير بأنها عرفت ذلك، وبعد لحظة من التردد، تحاول كلير إقناع زوجها بعدم تسليم ابنهما.
يغادر بول المطعم متجهاً إلى منزل ستان بحثًا عن بو، معتقدًا أن الحل الوحيد للمشكلة هو قتله  الصبي، ويعثر بول على بو ويمسكه من رقبته ويضربه على رأسه بحجر لمنعه من الانقلاب على الأولاد الآخرين. يواجه بول شقيقه ستان غاضبًا بصحبة كاتلين وكلير. بينما تحاول كاتلين الابصال ببو تأتي مكالمة إلى مساعد ستان بأن الأصوات اللازمة لمشروع قانون الصحة العقلية آمنة. ينتهي الفيلم بملاحظة مفاجئة حيث يشير بول إلى الجميع على أنهم "قرود تحمل هواتف" ويتأوه من الألم. على الرغم من أنه لا يمكن لأحد الوصول إلى "بو" على هاتفه الخلوي، يقول بول إنه كان يتحدث إليه للتو.

## إنتاج وإصدار الفيلم
أُعلن في 19 سبتمبر 2013، أن كيت بلانشيت ستقوم لأول مرة بإخراج فيلم مقتبس عن رواية الإثارة الهولندية "العشاء" من تأليف الكاتب هيرمان كوخ، وسيناريو أورين موفمان. قامت شركة "كود ريد" بتمويل الفيلم بالكامل وتولت شركة "بروتاجونيست" المبيعات الدولية.
أعلن في يناير 2016 أن أورين موفمان سوف يخرج الفيلم، وفي نفس الشهر، انضم تشارلي بلامر وأديبيرو أودي إلى طاقم تمثيل الفيلم.
بدأ التصوير الرئيسي للفيلم في 21 يناير 2016، في دوبس فيري، نيويورك، ثم تم التصوير لاحقًا في جيتيسبيرغ، بنسلفانيا، بما في ذلك حديقة جيتيسبيرغ العسكرية الوطنية.
حصلت شركة أورشارد على حقوق توزيع الفيلم في مايو 2016، وتم عرضه لأول مرة في العالم في مهرجان برلين السينمائي الدولي في 10 فبراير 2017، وتم عرضه في مهرجان تريبيكا السينمائي في 24 أبريل 2017. ثم عرض الفيلم في دور العرض الأمريكية في 5 مايو 2017.

## استقبال الفيلم
منح موقع "الطماطم الفاسدة" الفيلم تقييماً مقداره 46% بناءاً على آراء 142 ناقداً سينمائياً، وكتب الإجماع النقدي للموقع: "فيلم العشاء لا يكفيه مجموعة الممثلين القوية للتغلب على سيناريو يقوم فقط بأخذ سطح الرواية الأصلية." منح موقع "ميتاكريتيك" الفيلم تقييماً مقداره 57% بناءاً على آراء 30 ناقداً سينمائياً.
كتبت أوين جليبرمان في مجلة فرايتي مقالة إيجابية عن الفيلم حيث قالت: " ريتشارد جير، ولورا ليني، وستيف كوغان، وريبيكا هول يقدمون رباعيًا رائعًا من تأليف أورين موفيرمان لرواية هيرمان كوخ حول تجمع عشاء قاتم."
كتب إريك كون من "إندي واير" مقالة إيجابية أيضًا حيث كتب: "العشاء يعمل في الغالب طالما بقي على الطاولة، ويشير مصدر القلق الذي لا يمكن حله في العرض إلى أنه على مستوى ما، لن تنتهي الوجبة أبدًا."
بويد فان هويج من هوليوود ريبورتر كتب عن الفيلم مقالة سلبية، حيث قال: "من خلال محاولة منع قضية الجلوس المطول من أن تصبح مسرحية بشكل مفرط، يضيف موفمان الكثير من ذكريات الماضي، المشتتة للانتباه، للحفاظ على الضربات الأصلية القوية والهادفة."

## الجوائز والترشيحات
مهرجان برلين السينمائي الدولي 2017: رشح لجائزة أفضل فيلم "دب برلين الذهبي" (المخرج أورين موفمان)
مهرجان سيني ليبري الدولي للكتاب والأفلام 2017: رشح لجائزة سيني ليبري الكبرى للتكيف الأدبي البارع لأفضل تكيف أدبي (أورين موفمان) 

## وصلات خارجية
- مقالات تستعمل روابط فنية بلا صلة مع ويكي بيانات